# Fanø község
Fanø község (dánul: Fanø Kommune) Dánia 98 községének (kommune, helyi önkormányzattal rendelkező közigazgatási egység) egyike. A Syddanmark régióban található.  Lakosainak száma 3290 fő (2016).